# Silent Storm
«Silent Storm» (укр. «Тиха буря») — пісня норвезького співака Карла Еспена, з якою він представляв Норвегію на пісенному конкурсі Євробачення 2014 у Копенгагені, Данія. У фіналі конкурсу пісня набрала 88 балів і посіла 8 місце.